# San Damiano
Kościół św. Damiana (San Damiano) – kościół i klasztor znajdujący się w pobliżu Asyżu we Włoszech. 

## Historia
Początki istnienia kościoła datowane są na VI-VII wiek. Z miejscem tym związany jest jeden z cudów w życiu św. Franciszka. To tutaj z krucyfiksu wiszącego na walącej się ścianie budowli Ukrzyżowany przemówił do Franciszka: Idź i napraw mój dom. Franciszek sprzedał należące do ojca sukna i zajął się odbudową małego kościoła. W zbudowanym przy nim klasztorze umieścił św. Klarę i jej pierwsze siostry, nazywane potocznie damianitkami (od nazwy kościoła i klasztoru), a po śmierci św. Klary - klaryskami. W tym miejscu stworzył swoje dzieło Pochwała stworzenia. Po jego śmierci kondukt pogrzebowy zatrzymał się tutaj, aby klaryski mogły pożegnać swego duchowego ojca. 

## Zabytki
Nad ołtarzem znajduje się kopia cudownej ikony Krzyża z San Damiano, którego oryginał przechowywany jest w kościele św. Klary. W niewielkiej apsydzie znajduje się mały drewniany chór (XVI w.) oraz fresk przedstawiający Matkę Boską z Dzieciątkiem, św. Damiana i św. Rufina (XII w.). 